# 69th Street
69th Street – stacja metra nowojorskiego, na linii 7. Znajduje się w dzielnicy Queens, w Nowym Jorku. Została otwarta 21 kwietnia 1917.